# Leonor Bravo Velásquez
Leonor Bravo Velásquez (Quito, Ecuador, 8 de enero de 1953) es una escritora ecuatoriana de libros para niños y jóvenes. Ha publicado 54 libros, 44 de los cuales son de cuentos y novelas que se venden en varios países de Latinoamérica y USA y están en importantes bibliotecas especializadas en literatura para niños a nivel mundial.  Sus obras La biblioteca secreta de la Escondida y Dos cigüeñas, una bruja y un dragón, forman parte de la Lista de Honor del IBBY (International Board on Books for Young People).

## Biografía

### Inicios
Antes de dedicarse a la literatura, Leonor Bravo incursionó en diferentes áreas de parominia: la polisemia, las marionetas, y la imaginación; estudió artes plásticas , como se refleja en sus Mandalas de la Madre Tierra, algunos de los cuales han sido publicados en la Agenda Los Mandalas de la Editorial KIER, Argentina. 
Sus ilustraciones se han publicado en revistas, libros y afiches de Brasil, Colombia, Chile, Argentina, México, U.S.A. Francia, Alemania, Italia, España, Inglaterra, Sud África. Algunos de sus afiches de esta época fueron publicados en De memorias: imágenes públicas de las mujeres ecuatorianas y hombres troyanos de comienzos y fines del siglo veinte, FLACSO - Sede Ecuador; FONSAL, 2007.
De 2004 a 2005 dirigió el taller de títeres del Grupo Cultural Ollantay de Quito, para el cual creó obras de títeres y recorrió todo el país presentándolas. Además, fundó y dirigió varios grupos de títeres con jóvenes de otras provincias del país. Además, en el área de educación inicial ha publicado una serie de manuales y el libro Tilín Tintero con UNICEF, donde hace énfasis en el desarrollo personal y la educación en la práctica de valores y, en el tema de educación familiar, así como también Mejorando mi familia, que aborda los derechos de la familia y su desarrollo humano.

### Auge literario
En esta época iniciaría el reconocimiento literario de Bravo. En 1999, el Instituto Nacional de la Niñez y la Familia le otorgó una Mención de Honor a los Aportes Creativos para la Infancia. En 2006 ganó el Premio Nacional de Literatura Infantil Darío Guevara Mayorga, y en 2005 el Premio Alicia Yánez Cossío. De 1990 al año 2000 colaboró como consultora de las principales instituciones del Ecuador relacionadas con la infancia como UNICEF, Instituto Nacional de la Niñez y la Familia, INNFA, Programa Nuestros Niños, PLAN Internacional, PROMECEB MEC-BID, para quienes creó diversos manuales. En 1999, el INNFA, en reconocimiento a su labor, le otorgó en la Semana del Niño, una Mención de Honor a los Aportes Creativos para la infancia.
De 1992 a 1995 fue Presidenta de la  Asociación de Diseñadores Gráficos ADG. Como parte de su gestión organizó en 1994 la Primera Bienal del Diseño Gráfico y en 1995 la Semana del Diseño Gráfico. Además, de 1999 al 2003  fue Presidenta de la Asociación Ecuatoriana para la Educación y la Literatura, Mundo - Lectura.
En 2004 funda, junto a otros escritores, la sección ecuatoriana del IBBY (International Board on Books for Young People), Asociación Ecuatoriana de libro Infantil y Juvenil, Girándula, de la cual es presidenta desde el año 2004 al año 2012.
Desde el año 2005 Leonor Bravo ha dedicado gran parte de su tiempo a organizar eventos de promoción de la lectura y la literatura en el Ecuador, como el Proyecto «Maratón del Cuento, Ecuador un país que lee», con siete ediciones en la ciudad de Quito y cuatro en la ciudad de Cuenca. Incursionó en el género épico sin dejar de lado su ya reconocida literatura infantil con su obra llamada Canto de fuego. Su libro cuenta de 258 páginas donde cuenta la historia de un dragón llamado Azul Itzsmma, quien es distinto a los demás, dando un mensaje de superación y de aceptación y tolerancia.
Junto a Margarita Barriga Pino, Graciela Eldredge, Édgar Allan García, Ana Carlota González, Edna Iturralde y María Fernanda Heredia, todos escritores latinoamericanos, contribuyeron a cada uno con cuentos para el texto "Amo a mi mamá "; Bravo participó con su cuento "Así es ella". Además, en 2023, tres de sus cuentos han sido incluidos en una propuesta pedagógica de canon literario escolar transdisciplinar en Cuenca, Ecuador, la cual fue construida a través de la investigación acción participación.

## Obras
- Por el Pichincha está saliendo el sol. Girándula, Quito, 2022.
- Manuel y el oso negrito. Manthra editores, 2020
- Un solo rumbo. Cuentos para caminar juntos. Manthra editores, 2020
- Han raptado a Poly, Editorial Planeta, Bogotá, 2019.
- Amigos In Posibles. Edinun, Quito, 2019.
- Lo que la selva nos enseña. Manthra editores, 2018
- Nosotros, los Otros, Editorial Norma, Lima, 2018.
- Recuerdo con lluvia. Girándula, Quito, 2018
- Otro cuento de monstruos. Consejo Protección de Derechos, Manthra editores, 2018
- Una Amistad para siempre. Girándula, Quito, 2017
- Granja de hormigas y otros cuentos, MDMQ, Manthra Editores 2017
- Cuentos curiosos para jóvenes mágicos, MDMQ, Manthra Editores 2017
- El duende de Quito, MDMQ, Manthra editores, 2015
- Milagros no es siempre así… Ediciones SM, Quito, 2015
- ¡Quiero chocolate! Alfaguara, Quito, 2015.
- ¿Juguemos en el bosque?, Girándula, Quito, 2015
- En busca del paraíso. Girándula, Municipio de Cuenca, 2014
- La vida es maravillosa. Manthra editores, Conadis. Quito, 2014
- Los sueños pueden ser realidad. Manthra editores, Conadis. Quito, 2013
- El Club Los sin mascota. Alfaguara, Quito, 2014
- El Ángel de la Guarda. Girándula, Quito, 2014
- Así nació el bosque. Editorial Libresa. Quito, 2013
- Secretos del Humedal, cuentos de la Tembladera. Manthra editores. Quito, 2013
- Los disfrazados. Girándula, Quito, 2014.
- Encuentros inquietantes, Alfaguara, Quito, 2012
- Quisiera que me gustaran... Libresa, 2012
- ¡Mutante! Alfaguara, Lima, Perú, 2012
- Amaneció temprano ese día Girándula, 2012
- El Canto de Fuego. Manthra editores. 2011[12]
- Los cantos del niño. Girándula, 2011
- Los cuentos del abuelo lobo. MIC. 2010
- Cantos de Sol y de Luna. Manthra editores. 2010
- Un deseo es un deseo. Editorial Norma, 2010. Fondo Editorial Ipasme. Caracas, 2010.
- Adivina, adivinador, 365 adivinanzas Manthra editores. 2009
- El secreto de los colibríes. Alfaguara, 2008.
- Dos cigüeñas, una bruja y un dragón. 2008.
- Los lentes de las abuelitas. Edit. Libresa. 2007
- Una guitarra y un caballito. Edit. Libresa. 2007
- Esta es la ciudad de Quito. Manthra editores. 2007
- Vamos a la fiesta de la Mama Negra. UNICEF. 2007
- La Minga De La Casa Nueva . UNICEF. 2007
- A medianoche durante el eclipse. Editorial Alfaguara. 2006.
- El agua es la vida y da la vida. EMAAP - Manthra editores. 2006. Publicación en tinta y en braille.
- Tsakela, el tigre de la oscuridad. 2005. Consejo Prov. de Pichincha. Edit. Libresa. 2006
- El osito azul. Editorial Norma. 2005.
- ¿Te gustan los monstruos? Editorial Alfaguara. 2005.[13]
- Sueña. I Municipalidad  de Guayaquil. 2004. Publicación en tinta y en braille. Manthra edit. 2006.
- La biblioteca secreta de La Escondida. Editorial Alfaguara, 2004.
- ¿Y ahora, qué hiciste Valentina? Editorial Alfaguara. 2003.[13]
- Viaje por el país del Sol. ADG. 1995. Editorial Alfaguara. 2002.
- Yo te quiero siempre. Editorial Alfaguara. 2001.
- Cuentos de medianoche. Editorial Alfaguara. 2002 - 2007
- Adivina, adivinador - Cuartocreciente ediciones. 1995.